# Os Tonechos
Os Tonechos,  (español: Los Tonechos) era un dúo humorístico formado por los actores gallegos Roberto Vilar ("Tonecho") y Víctor Fábregas ("Tucho").

## Trayectoria
Roberto Vilar, Víctor Fábregas y el guionista y escritor Xavier Manteiga coincidieron en el programa de televisión, Con perdón, que realizaba bromas a ciudadanos anónimos mediante el sistema de cámara oculta. Este programa se emitía en la TVG, y fue en esa cadena, en el Luar a partir de 2002 con intervenciones, de pequeños sketches cómicos. Después de una larga trayectoria en esta emisión de variedades, se dedicaron a hacer especiales para luego tener un programa propio, O show dos Tonechos que empezó el 18 de abril de 2005 y en que aparecieron personajes nuevos. En la ficción, Tonecho y Tucho son padre e hijo, la madre se llama Maribel interpretada por Mariana Carballal y la abuela Amadora, interpretada por Dorotea Bárcena.
Su humor se basaba en la retranca y en el surrealismo. Algunas de sus expresiones más conocidas son:
"Papa macho, pasa de todo tío", "Báilanme as perniñas" (Tucho) y "Eu nacín no Congho Belga", "Está posto con malicia", "Jamás, jamás, jamás" ou "no pequeño ghran show y no lo quieren y no lo quieren y no lo quieren y no hay manera y al carallo" (Tonecho). También son constantes las referencias a la cultura popular y a la actualidad social.
En enero de 2009 anunciaron su separación temporal como dúo cómico, ambos continúan su trayectoria profesional por separado aunque vinculados a la TVG.
El 3 de febrero de 2018 hicieron su última actuación con motivo de la Festa do Cocido de Lalín.

## Personajes
- Tonecho el padre, interpretado por Roberto Vilar.
- Tucho el hijo, interpretado por Víctor Fábregas.
- Maribel la madre, interpretado por Mariana Carballal.
- Amadora la abuela, interpretado por Dorotea Bárcena.

- Datos: Q9053375